# Ojeva, Secureni
Ojeva sau Oieni (între 1942-1944)(în ucraineană Ожеве, transliterat Ojeve) este un sat reședință de comună în raionul Secureni din regiunea Cernăuți (Ucraina). Are 1,118 locuitori, preponderent ucraineni. 
Satul este situat la o altitudine de 121 metri, în partea de est a raionului Secureni, pe malul drept al râului Nistru.

## Istorie
Localitatea Ojeva a făcut parte încă de la înființare din Ținutul Hotinului a regiunii istorice Basarabia a Principatului Moldovei, numindu-se inițial Ojovu. Prima atestare documentară a satului are loc în anul 1447:
„Din mila lui Dumnezeu, noi, Ștefan voievod, domn al Țării Moldovei. Facem cunoscut, cu această carte a noastră, tuturor celor care o vor vedea sau o vor auzi citindu-se, că acest adevărat credincios boier al nostru, pan Șandro spătar, ne-a slujit drept și credincios. De aceea, noi, văzând dreapta și credincioasa lui slujbă către noi, l-am miluit cu deosebita noastră milă și i-am dat, în țara noastră, în Moldova, satele, pe Nistru, anume: Coleșeuți, și Râșcinți, și Dubovaia, și Neporotova, și Vișneuți, și Ojogov și, la gura Coblâcinei, unde este moara.

...

Iar pentru mai mare întărire a tuturor acestora, am poruncit credinciosului nostru pan Mihail logofăt să serie și să atârne pecetea noastră la aceasta carte a noastră.

A scris Tador al lui Prodan, la Suceava, în anul 6955 <1447> ianuarie 14.”
După 1711, a fost ocupată de turci, devenind parte din raiaua Hotinului a Imperiului Otoman. 
Prin Tratatul de pace de la București, semnat pe 16/28 mai 1812, între Imperiul Rus și Imperiul Otoman, la încheierea războiului ruso-turc din 1806 – 1812, Rusia a ocupat teritoriul de est al Moldovei dintre Prut și Nistru, pe care l-a alăturat Ținutului Hotin și Basarabiei/Bugeacului luate de la Turci, denumind ansamblul Basarabia (în 1813) și transformându-l într-o gubernie împărțită în zece ținuturi (Hotin, Soroca, Bălți, Orhei, Lăpușna, Tighina, Cahul, Bolgrad, Chilia și Cetatea Albă, capitala guberniei fiind stabilită la Chișinău). 
La începutul secolului al XIX-lea, conform recensământului efectuat de către autoritățile țariste în anul 1817, satul Ojeva (denumirea rusificată a satului Ojovu) făcea parte din Ocolul Nistrului de jos a Ținutului Hotin . 
După Unirea Basarabiei cu România la 27 martie 1918, satul Ojeva a făcut parte din componența României, în Plasa Secureni a județului Hotin. Pe atunci, majoritatea populației era formată din ucraineni. 
Ca urmare a Pactului Ribbentrop-Molotov (1939), Basarabia, Bucovina de Nord și Ținutul Herța au fost anexate de către URSS la 28 iunie 1940. După ce Basarabia a fost ocupată de sovietici, Stalin a dezmembrat-o în trei părți. Astfel, la 2 august 1940, a fost înființată RSS Moldovenească, iar părțile de sud (județele românești Cetatea Albă și Ismail) și de nord (județul Hotin) ale Basarabiei, precum și nordul Bucovinei și Ținutul Herța au fost alipite RSS Ucrainene. La 7 august 1940, a fost creată regiunea Cernăuți, prin alipirea părții de nord a Bucovinei cu Ținutul Herța și cu cea mai mare parte a județului Hotin din Basarabia .
În perioada 1941-1944, toate teritoriile anexate anterior de URSS au reintrat în componența României. Apoi, cele trei teritorii au fost reocupate de către URSS în anul 1944 și integrate în componența RSS Ucrainene, conform organizării teritoriale făcute de Stalin după anexarea din 1940, când Basarabia a fost ruptă în trei părți.
Începând din anul 1991, satul Ojeva face parte din raionul Secureni al regiunii Cernăuți din cadrul Ucrainei independente. Conform recensământului din 1989, numărul locuitorilor care s-au declarat români plus moldoveni era de 6 (1+5), reprezentând 0,49% din populație . În prezent, satul are 1.118 locuitori, preponderent ucraineni.

## Demografie
Componența lingvistică a comunei Ojeva
     Ucraineană (96,87%)
     Rusă (2,33%)
     Alte limbi (0,63%)
Conform recensământului din 2001, majoritatea populației comunei Ojeva era vorbitoare de ucraineană (96,87%), existând în minoritate și vorbitori de rusă (2,33%).
1930: 1.630 (recensământ)
1989: 1.221 (recensământ)
2007: 1.118 (estimare)

## Obiective turistice
- Cimitirul soldaților români - aici sunt îngropați 496 de militari români care au murit în cel de-al doilea război mondial. Anual, diplomați și funcționari români depun coroane de flori la mormintele din acest cimitir.
- Biserica cu hramul "Sf. Parascheva"